# Медаль «За эффективное сотрудничество с органами прокуратуры»
Медаль «За эффективное сотрудничество с органами прокуратуры»(азерб. "Prokurorluq orqanları ilə səmərəli əməkdaşlığa görə" medalı) — государственная награда Азербайджанской Республики. Медаль учреждена по Указу Президента Азербайджана Ильхама Алиева от 5 ноября 2022 года.

## История и положения
Медаль «За эффективное сотрудничество с органами прокуратуры» была учреждена Законом Азербайджанской Республики от 22 октября 2010 года№ 623-VIQD.
Медаль присуждается представителям Республики Азербайджан, государств и других учреждений, а также международных организаций за следующие заслуги:
- За эффективное сотрудничество с органами прокуратуры;
- За активное участие в разработке и реализации значимых проектов в области прокуратуры.[2]

## Описание
Медаль имеет форму восьмилучевой звезды диаметром 36 мм, отлитую из бронзы и покрытую золотистым покрытием. На передней стороне медали в центре каждого луча выпуклой восьмилучевой звезды расположен круглый лист с выпуклыми внутренними и внешними контурами. В нижней части медали в центре диаметром 2 мм выгравирована восьмилучевая звезда, слева от которой вдоль оси написаны слова «PROKURORLUQ ORQANLARI İLƏ SƏMƏRƏLİ ƏMƏKDAŞLIĞA GÖRƏ». Внутренний контур украшен изображением земного шара, в центре которого изображена официальная эмблема Прокуратуры Азербайджана на фоне пересечения параллелей и меридианов. В нижней части эмблемы изображен символ сотрудничества. Поверхность передней стороны медали имеет гладкую поверхность, надписи и изображения выполнены в рельефе.
Задняя сторона медали имеет гладкую поверхность, на котором выгравированы слова «Azərbaycan Respublikasının Prokurorluğu» в золотистой раскраске. В нижней части задней стороны указан серийный номер медали.
Для крепления к одежде предусмотрен специальный элемент: верхняя и нижняя части медали соединены золотистым металлическим клипсами размером 40 мм х 5,5 мм, к которому прикреплена прямоугольная лента размером 37 мм х 50 мм с двумя кольцами и застёжкой. По бокам красной ленты в ширину 1,5 мм расположены жёлтые полоски диаметром 2,5 мм, разделённые друг от друга на расстояние 4 мм. Для удобства ношения на одежде к ленте также добавлен металлический клипс размером 37 мм х 10 мм.

## Способ ношения
Лица, удостоенные медали, награждаются руководителем соответствующего государственного органа, назначенным исполнительной властью.
Медаль «За эффективное сотрудничество с органами прокуратуры» размещается на левой стороне груди и следует за другими орденами и медалями Азербайджанской Республики после медали «За отличие на службе в органах прокуратуры».